# إقليم فزان (1934-1963)
إقليم فزان هو واحد من الأقاليم الثلاثة التقليدية في ليبيا. كانت فزان إقليمًا رسميًا من عام 1934 حتى عام 1963، حيث تم تقسيمها إلى محافظات. عاصمتها كانت مدينة سبها.

## التقسيم الإداري
في عام 1963، تم تقسيم إقليم فزان إلى:
- محافظة أوباري
- محافظة غريان
- محافظة سبها

## الإدارة

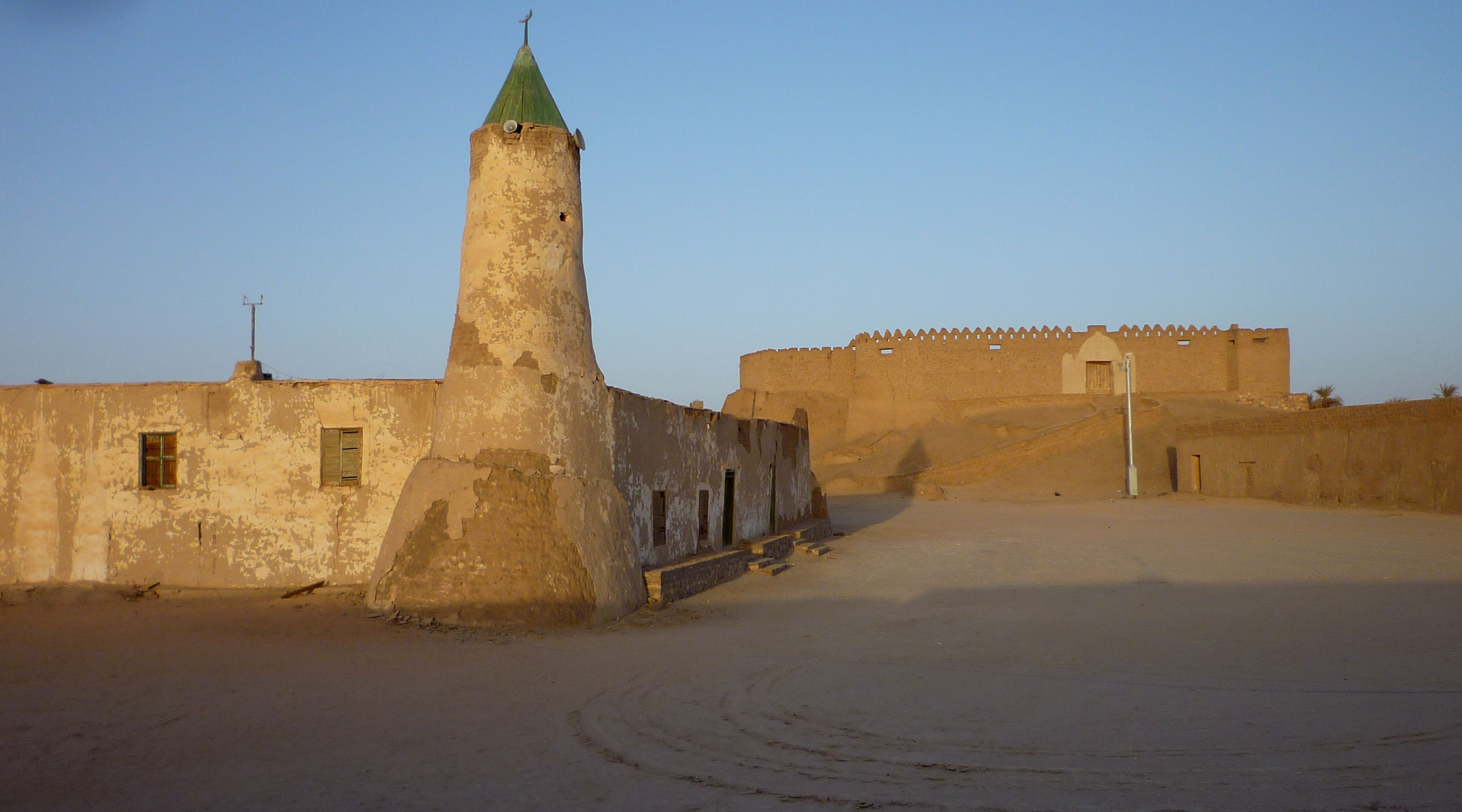
مسجد وقلعة مرزق في إقليم فزان

كانت فزان إقليمًا تحت سلطة الحكم العثماني وأيضًا تحت الحكم الاستعماري الإيطالي. وعندما أصبحت ليبيا مستقلة، كانت فزان إحدى المحافظات الرئيسية (ولاية) إلى جانب طرابلس وبرقة حتى عام 1963. مع تقديم التقسيم الإداري الجديد في ليبيا عام 1963، أُلغي إقليم فزان كوحدة إدارية مستقلة وتم تقسيمه إلى محافظتي أوباري وسبها. في عام 1983، أُلغيت هذه التقسيمات الإدارية لصالح نظام البلديات الأصغر. أُعيد تنظيم نظام البلديات في عام 1987 واستبدل في عام 1995 بنظام الشعبيات.
يشمل الإقليم السابق لفزان الآن شُعب (محافظات) وادي الشاطئ، وادي الحياة، الجفرة، غدامس، مرزق، سبها، وغات (توضيح|بعض الخرائط تضع غدامس ضمن إقليم طرابلس). العاصمة التاريخية، وأكبر مدينة، والمركز السياسي والإداري هي سبها.

## السكان
تشمل سكان المنطقة البربر، الدوادا، الطوارق الرحل في الجنوب الغربي، والتبو في الجنوب الشرقي. غالبًا ما تعبر هذه المجموعات الرعوية الحدود مع الجزائر وتشاد والنيجر بحرية. في الشمال، يختلط العرب والبربر والطوارق المستقرين والتبو. وعلى الرغم من أن فزان تغطي حوالي 30% من مساحة ليبيا، إلا أنها تدعم نسبة صغيرة فقط من سكانها. تعيش المدن الكبيرة مثل سبها على المياه القريبة من السطح في الوديان في الشمال والغرب. المنطقة الشمالية الشرقية يسيطر عليها حقل بركاني كبير غير مأهول يدعى الهروج.
نما عدد سكان فزان بسرعة منذ منتصف القرن العشرين مع النمو العام في سكان ليبيا، وزادت حصة الإقليم من عدد السكان الوطني بمقدار النصف.

## السكان عبر السنين
| السنة | عدد السكان | نسبة من سكان ليبيا |
| ----- | ---------- | ------------------ |
| 1954  | 59,315     | 5.4                |
| 1964  | 79,326     | 5.1                |
| 1973  | 128,012    | 5.7                |
| 1984  | 213,915    | 5.9                |
| 1995  | 352,276    | 7.3                |
| 2006  | 442,090    | 7.8                |

## انظر ايضا
- إقليم طرابلس
- محافظات ليبيا
- التقسيم الإداري في ليبيا